# Georges Scapini
Pour les articles homonymes, voir Scapini.

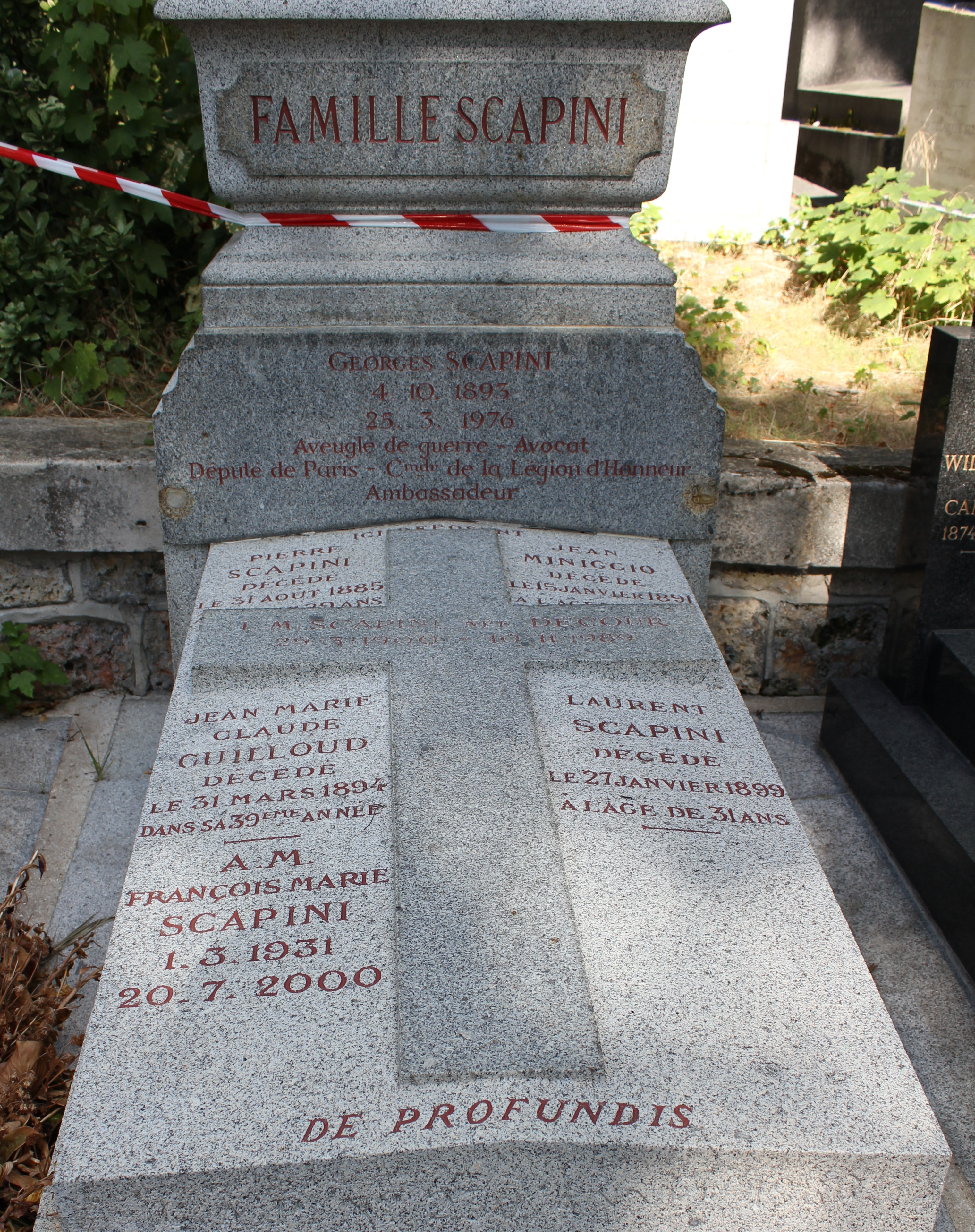
Tombe au cimetière du Père-Lachaise.

Georges Scapini, né le 4 octobre 1893 à Paris Xe (Seine) et mort le 25 mars 1976 à Cannes (Alpes-Maritimes), est un avocat, une personnalité du monde des anciens combattants et un homme politique français, aveugle depuis une blessure datant de 1915.
Député de droite à partir de 1928, président de 1936 à 1939 du Comité France-Allemagne, il est ensuite nommé par le gouvernement de Vichy à la tête du service diplomatique chargé des prisonniers de guerre français en Allemagne.

## Biographie

### Milieu social et formation
Fils de Jean Joseph Laurent Scapini, employé de commerce, et de Gabrielle Joséphine Riabeau, Georges Scapini est issu d'une famille d'origine italienne, actionnaire d'une entreprise établie à Paris puis à Courbevoie en 1905, les établissements Scapini, qui produisent des biscuits milanais et des pâtes à l'italienne,. Son père meurt quand Georges n’a que six ans. Il est élevé par sa mère et sa grand-mère. Il suit des études secondaires dans des établissements privés huppés : collège de Normandie, école des Roches, Sainte-Croix de Neuilly où il obtient son baccalauréat en 1912.

### Mariages
Après avoir épousé en 1923 Antoinette Bretonneau-Clary[réf. souhaitée], il épouse Lucie-Marie Decour le 28 octobre 1929 à Paris XVIIe, fille du propriétaire du studio de cinéma François Ier, dans la rue du même nom. Ses témoins sont le général Gouraud, gouverneur militaire de Paris, et Jean Desbons, également avocat, dirigeant d'une association d'anciens combattants et député depuis 1928. Ils ont deux enfants.

### Première Guerre mondiale et entre-deux-guerres
Durant la Première Guerre mondiale, Georges Scapini est mobilisé alors qu'il effectue son service militaire depuis deux ans. Il est affecté au 39e RI, unité au sein de laquelle il est deux fois blessé. De cette expérience qui le marque profondément dans sa chair (il perd la vue en septembre 1915), il tire un témoignage paru chez Flammarion en 1929, L'Apprentissage de la nuit. Il porte un monocle noir pour masquer sa blessure à l'œil.
Grand invalide à 100 %, trois fois cité, titulaire de la croix de guerre, de la médaille militaire et de la croix de la Légion d'honneur (1920), il préside à partir de 1924 l'Union des aveugles de guerre (UAG), fondée en décembre 1918,. Il préside en novembre 1927 les États généraux de la France meurtrie, dont est issue la Confédération des associations d'anciens combattants,,,. Il y demande avec Edmond Bloch l'exclusion des anciens combattants communistes. L'association qu'il préside revendique 2 300 membres lorsqu'il est élu député en 1928. Il siège alors dans les instances d'associations d'anciens combattants marqués à droite : membre du comité directeur puis vice-président de l'Association des membres de la Légion d'honneur décorés au péril de leur vie, , et membre du conseil d'administration des Croix de feu ; il démissionne des Croix de feu en 1930 puis est réintégré dans l'association qui devient une ligue nationaliste. Comme beaucoup d'anciens combattants français, il tient un discours à la fois patriotique et pacifiste, hostile à l'horreur de la guerre. Il renonce à présider l'Union des aveugles de guerre en octobre 1936 ; il en est alors désigné président d'honneur,.
Il est commandeur de la Légion d'honneur (1932).
Après s'être mis à l'apprentissage du braille, il poursuit des études supérieures. Licencié en droit, il est avocat à la cour d'appel de Paris à partir de 1920,. Il plaide essentiellement des affaires commerciales et civiles.
Candidat de droite indépendant, il est élu en 1928 député de Paris, dans le XVIIe arrondissement, battant au premier tour un autre « républicain national », l'ancien député Paul Pugliesi-Conti – investi par la Fédération républicaine et les Jeunesses patriotes –, et au second tour, facilement, un communiste,,,,,. Il a bénéficié de l'appui de son ancien caporal, le romancier ancien combattant Roland Dorgelès, et du quotidien L'Intransigeant : ils soulignent son passé d'ancien combattant et son handicap qui lui attirent respect et admiration. Il est le premier aveugle à siéger au parlement. Un autre aveugle de guerre, Léon Thébault, plus à gauche, est élu deux ans plus tard.
Il rejoint le groupe des Indépendants et est réélu député en 1932 et 1936, dès le premier tour.
Membre du comité directeur des Jeunesses patriotes dans les années 1930, il participe à de nombreuses réunions de cette ligue, en région parisienne et en province,. Proche du Centre de propagande des républicains nationaux dans la première moitié des années 1930, ce nationaliste anticommuniste est au début des années 1930 l'un des vice-présidents de la Ligue des patriotes, alors hostile à l'Allemagne et à son réarmement. Il n'est pas partisan de la politique de paix d'Aristide Briand, qui selon lui ne tient pas compte des objectifs allemands : « obtenir de la France, en tenant un langage pacifiste, un maximum de concessions successives, travailler à reconstituer la force allemande ». Il est alors attentif à la sécurité de la France face à l'Allemagne et au réarmement de ce pays. Lors d'un meeting des Jeunesses patriotes en 1932, de retour d'un voyage d'études en Allemagne, il souligne que les tentatives de rapprochement initiées par la France ont été perçues outre-Rhin comme des signes de faiblesse. En prélude à la manifestation du 6 février 1934 à Paris, il participe à la manifestation des Croix de Feu du 5 février devant le ministère de l'Intérieur et est légèrement blessé. Il participe après la victoire du Front populaire à plusieurs réunions politiques, aux côtés d'autres parlementaires de droite.
Après l'arrivée au pouvoir d'Hitler en 1933, il se déclare favorable à des discussions entre anciens combattants français et allemands, qui s'offrent comme négociateurs d'un rapprochement entre la France et l'Allemagne nazie, et à des discussions avec Hitler. Il rencontre à Paris le 1er décembre 1934 Joachim von Ribbentrop, au domicile de Jean Goy, député et cadre de l'Union nationale des combattants (UNC), aux côtés d'autres anciens combattants comme Jean Desbons. Il est le seul Français à faire une déclaration publique après la réunion, affirmant qu'Hitler a fait des « déclarations aussi nettes qu'on peut le désirer en faveur du rapprochement franco-allemand » mais que Mein Kampf continue à être publié en Allemagne où Hitler « y tient un tout autre langage ». Scapini déclare être favorable à « la politique de l'entente directe ». Il rencontre en Allemagne Hitler et Ribbentrop en avril 1935 et devient en novembre 1935 un des fondateurs du Comité France-Allemagne, qu'il préside entre mars 1936 et sa mise en sommeil en mars 1939. Il rencontre en Allemagne Rudolf Hess, puis Hitler en décembre 1937,. Il se rend à nouveau à Berlin en février 1938 avec des dirigeants d'associations d'anciens combattants, à Baden-Baden en juin pour un congrès du comité France-Allemagne et reçoit Ribbentrop en décembre 1938 à Paris. Au lendemain des accords de Munich, il vante les propositions allemandes depuis 1933 et fustige l'opposition française aux révisions des traités qui s'est limitée à des « affirmations verbales » et en tire la conclusion qu'il convient de « pousser à fond la conversation de Munich » en l'élargissant à un objectif d'« unification de l'économie européenne », soulignant ses discussions avec Hitler à ce sujet. Il plaide alors pour une entente des nations européennes sur un plan économique depuis plusieurs années. La LICA le considère en 1939 comme l'un des « dirigeants honnêtes » du Comité France-Allemagne.
En février 1939, il rejoint un dissident de gauche, Gaston Bergery, pour dépasser le clivage gauche-droite,. Lors d'un meeting avec Bergery fin avril 1939 à Marseille, il souhaite encore vis-à-vis de l'Allemagne une « politique constructive » et une initiative pour la reconstruction économique de l'Europe.
De plus en plus pacifiste, Georges Scapini devient en août 1939 membre du comité de liaison parlementaire pour la défense de la paix, aux côtés de quelques députés de droite, de Bergery et de députés de gauche.
Il est élu en février 1940 président du groupe transpartisan des députés anciens combattants lorsque le groupe de droite, présidé par Xavier Vallat, et le groupe de gauche, présidé par Camille Planche, décident de fusionner dans le contexte de la Seconde Guerre mondiale.

### L'Occupation et l'après-guerre
En juillet 1940, il vote les pleins pouvoirs au maréchal Pétain. Il a auparavant signé la motion Bergery, réquisitoire contre les gouvernements républicains et texte qui prône l'établissement en France d'un ordre nouveau autoritaire, national et social et amorce la politique de collaboration,.
Le 31 juillet 1940, Pétain demande à Scapini d'intervenir auprès des autorités allemandes « pour aplanir les difficultés qui pourraient affecter le sort de nos prisonniers ». À la demande de l'Allemagne (novembre 1940), Pétain et Pierre Laval renoncent à la protection des prisonniers de guerre français par les États-Unis, puissance neutre prévue par les conventions de Genève, et décident que la France se doit d'assumer elle-même la protection de ses prisonniers. Pétain nomme alors Scapini chef du Service diplomatique des prisonniers de guerre. Il bénéficie du titre de ministre plénipotentiaire (décret du 20 août 1940) puis d’ambassadeur de France (décret du 22 septembre 1940). Jean Desbons, autre avocat et dirigeant d'association d'anciens combattants, est à la demande de Scapini son directeur de cabinet, jusqu'en 1943. Otto Abetz, que Scapini a rencontré après l'armistice à Paris, a exigé sa nomination.
Scapini est « l'ambassadeur des prisonniers ». Le rôle de la « mission Scapini » est en principe d'améliorer la condition des soldats prisonniers en Allemagne et de négocier des retours anticipés. Il se rend à Berlin à l'automne 1940,. Le 16 novembre 1940, il y a signé l'accord franco-allemand qui officialise le fait que l'État français reprend à son compte la charge de puissance protectrice de ses propres ressortissants.
Ultérieurement, Scapini dira qu'il était alors convaincu que son handicap pouvait être un avantage dans la mesure où sa blessure inspire aux Allemands un certain respect. En outre, il pense alors que son rôle d'ambassadeur n'est pas de visiter les camps de prisonniers mais d'agir sur les autorités allemandes et de choisir un personnel chargé des inspections. Pourtant, il visite en personne des camps de prisonniers, accompagné de son fidèle aide, Ahmed, un jeune Arabe qui le guide et l'accompagne partout. Il circule entre l'Allemagne et la France, à Paris, où se trouve le siège du Service diplomatique des prisonniers de guerre (44 rue Cortambert), et à Vichy.
Sa mission s'avère peu efficace et faiblement appréciée des prisonniers, notamment après l'évasion spectaculaire du général Giraud en avril 1942, accueillie avec sympathie par les prisonniers de guerre français. Or Scapini demanda publiquement à Giraud de se rendre et exigea des prisonniers, pour lesquels s'évader était un devoir patriotique, de s'abstenir. Scapini s'exprima ainsi pour des raisons tactiques mais ses déclarations provoquèrent parmi les prisonniers une confusion que les Allemands surent exploiter. En outre, ses efforts pour obtenir des prisonniers de guerre leur obéissance absolue envers le maréchal Pétain et une confiance aveugle dans la politique du régime de Vichy sont contestés. Ce travail idéologique fut pourtant une des activités les plus importantes de la mission Scapini qui mit en place des « cercles Pétain » dans les camps dès l'été 1941 et nomma des « officiers-conseil » à partir de mars 1942.
Avec le gouvernement de Vichy, il entérine les diverses violations des Conventions de Genève par l'Allemagne vis-à-vis des prisonniers de guerre comme leur emploi dans l'économie de guerre et dans l'industrie d'armement (des milliers de sous-officiers ont été astreints à travailler, en violation de l'article 27 de la Convention de Genève).
Il tente sans succès une démarche auprès des Allemands pour que les anciens combattants juifs décorés soient exemptés de l'étoile jaune en zone occupée.
Ses pouvoirs sont étendus en mai 1942 ; son service reçoit « délégation générale du 
Gouvernement français pour traiter toutes questions concernant les biens et intérêts français ainsi que la main d’œuvre française en Allemagne ». Georges Scapini devient le chef de la Direction des services officiels français en Allemagne (DSOFA).
En décembre 1944, il est interné par les Allemands en Basse-Silésie et donne sa démission de représentant de la puissance protectrice des prisonniers de guerre. Il gagne Berlin en février 1945.
Il quitte Berlin le 6 mai 1945 et retourne en France, pris en charge par la Sécurité militaire. Dès son arrivée, il est arrêté, inculpé d’intelligence avec l’ennemi et incarcéré à la prison de Fresnes. Il est remis en liberté provisoire en 1946.
À l'ouverture de son procès en novembre 1949 devant la cour de justice de la Seine pour intelligence avec l'ennemi, participation à une entreprise de démoralisation de l'armée et de la nation, et atteinte à la sûreté de l'État, il ne répond pas à la convocation et adresse un courrier au président de la Cour :

« Je ne puis me livrer à une juridiction dominée par le fanatisme de partisans politiques qui m'ont condamné sans m'avoir entendu. Je ne puis accepter les méthodes du magistrat chargé de requérir contre moi, (...) qui semble moins représenter la justice que suivre les consignes de M. Bugeaud, président communiste de l'association des prisonniers de la Seine. Je me déclare toujours décidé à justifier de mes actes devant une juridiction qui présentera les garanties élémentaires de tout justiciable dans un pays civilisé »

Il se réfugie en Suisse puis en Espagne. Son épouse se présente devant la Haute Cour pour solliciter un renvoi de l'affaire mais la Haute-Cour le condamne par contumace à cinq ans de travaux forcés malgré des attestations en sa faveur comme celle de Julien Weill, grand rabbin de Paris sous l'Occupation au sujet des prisonniers juifs. Rentré en France en juin 1952 pour se constituer prisonnier, il est acquitté par le tribunal militaire de Paris. Il bénéficie de témoignages en sa faveur, de Roland Dorgelès, de Jean Rodhain ou de membres du comité international de la Croix-Rouge notamment,.

Il publie sa version quelques années plus tard dans Mission sans gloire (1960). Il y écrit à propos de son handicap : 

« La vue des uniformes allemands m'a été épargnée. Je sais qu'ils étaient là mais je ne les voyais pas. La guerre de 1914 pour moi avait été visuelle, celle-ci était presque une abstraction dont je n'avais la perception que par le raisonnement et la réflexion, ce qui est insuffisant pour créer la vie : il faut la lumière du jour pour que les choses deviennent réelles. Cette circonstance m'a aidé à accomplir la mission dont j'allais être chargé (...). La nuit où je suis dépersonnalise les individus qui deviennent simplement des entités humaines et cela peut être une force et une faiblesse  pour moi, une force sûrement qui m'évita le complexe du vaincu dans mes contacts avec les Allemands. »

Il meurt en 1976. Il est enterré au cimetière du Père-Lachaise (division 5), à Paris.

## Décorations
- Commandeur de la Légion d'honneur (décret du 11 juin 1932 ; nommé chevalier le 12 juin 1922, promu officier par décret du 14 septembre 1926).
- Médaille militaire (1915)
- Croix de guerre 1914–1918

## Publications
- L'Apprentissage de la nuit, Flammarion, 1929
- Mission sans gloire, Morgan, coll. « Actualité et politique » (no 8), 1960 ; rééd. 2008, Déterna, coll. « Documents pour l'histoire »  (ISBN 978-2-913044-76-0)